# غريغوري راباسا
ولد راباسا في يونكرس، نيويورك لعائلة يرأسها مهاجر كوبي بعد ان خدم خلال الحرب العالمية الثانية كمشفر في مكتب الخدمات الاستراتيجية.حصل على درجة البكالوريوس في جامعة دارتموث وثم حصل على درجة الدكتوراه في جامعة كولومبيا ودرّس فيها لاكثر من عقدين من الزمن قبل قبول منصب في كلية الملكة، جامعة مدينة نيويورك.كان يعمل في المقام الأول على الاسبانية والبرتغالية وانتج إصدارات باللغة الإنجليزية من أعمال العديد من الراوائيين الامريكيين اللاتينيين الرئيسيين بمن فيهم: جوليو كورتازار، وخورخي امادو، وغابرييل غارسيا ماركيز بناءاً على نصيحة كورتازار. انتظر غارسيا ماركيز راباسا ثلاثة سنوات لتحديد موعد «لمائة عام من العزلة» ثم أعلن لاحقاً ان ترجمة راباسا تفوق على الترجمة الاسبانية الاصلية. وحصل على جائزة القلم للترجمة في عام 1977م وميدالية القلم/رالف مانهايمن للترجمة في عام 1982م وتم تكريم راباسا مع جائزة غريغوري كولوفاكوس من مركز القلم الأمريكي؛ لتوسيع الادب اللاتيني ليشمل جمهوراً باللغة الإنجليزية في عام 2001. كان لدى راباسا علاقة عمل وثيقة ومثمرة بشكل خاص مع كورتازار، الذي شاركه شغفه مدى الحياة للجاز ولعب الكلمات لنسخته من رواية كورتازار وهوب سكوتش.وشارك راباسا في افتتاح جائزة الولايات المتحدة الوطنية للكتاب في الترجمة. حيث درّس في كلية الملكة وتقاعد منها مع لقب الاستاذ المتميز في عام 2006وحصل على الميدالية الوطنية للفنون.ترجم راباسا احيانا من دون قراءة الكتاب مسبقاً، وكتب مذكرات عن تجاربه كمترجم ومنها «إذا كان هناك خيانة» و«الترجمة وشواغلها» و«مذكرات» التي كانت كتاب العام المفضل لصحيفة لوس انجلوس تايمز في عام2005.حصل على جائزة القلم/مارثا البراند لفن المذكرات في عام 2006.
توفي راباسا في الثالث عشر من حزيران لعام2016 في مستشفى كونتيكت في مدينة برانفورد وكان يبلغ من العمر 94 عاما.
```
 المصادر
```

^ a b "Gregory Rabassa, Renowned Translator, Dead at 94". ABC News. Retrieved June 14, 2016.
^ a b c d e f Andrew Bast (May 25, 2004). "A Translator's Long Journey, Page by Page". New York Times.
^ a b c d e f Lucas Rivera. "The Translator in His Labyrinth". Fine Books Magazine. A profile of Gregory Rabassa, the man who brought One Hundred Years of Solitude, Nobel Prize-winner Gabriel García Márquez' masterpiece, to the English-speaking world.
^ a b c d e f g Hoeksema, Thomas (1978). "The Translator's Voice: An Interview with Gregory Rabassa". Translation Review. Center for Translation Studies, University of Texas at Dallas. 1.
^ Tobar, Hector (October 17, 2013). "Listening to Gregory Rabassa, the translator's translator". Los Angeles Times.
- "Gregory Rabassa". Words without Borders.

^ a b "National Book Awards – 1967". National Book Foundation. Retrieved March 11, 2012. There was a "Translation" award from 1967 to 1983.
- "Martha Albrand Award for the Art of the Memoir Winners". Pen American Center. Archived from the original on October 2, 2006.
- "Cidadãos Estrangeiros Agraciados com Ordens Portuguesas". Página Oficial das Ordens Honoríficas Portuguesas. Retrieved 29 January 2017.